# Maximilian Rossmann
Maximilian Christian Rossmann (* 6. Mai 1995 in Halberstadt) ist ein deutscher Fußballspieler.

## Karriere
Nach den Stationen Eintracht Braunschweig und Leu Braunschweig wechselte Rossmann in die Jugend des VfL Wolfsburg. Im Sommer 2014 wechselte er aus der A-Jugend zur 2. Mannschaft in die Regionalliga Nord. Insgesamt kam er in der Spielzeit 2014/15 auf fünf Einsätze bei der 2. Mannschaft des VfL. Zu Beginn der Spielzeit 2015/16 war Rossmann Testspieler beim FC Hansa Rostock, konnte aber nicht überzeugen. Auch bei der 2. Mannschaft des VfL kam er bis zur Winterpause nur noch auf einen Einsatz. Anfang 2016 wechselte Rossmann in die Regionalliga West zu Alemannia Aachen. Bis zum Saisonende 2015/16 absolvierte er 15 Spiele für die Alemannia. Nach nur einem halben Jahr verließ er im Sommer 2016 den Verein.
Ab dem 1. Juli 2016 stand Rossmann beim 1. FSV Mainz 05 II in der 3. Liga unter Vertrag. Sein Vertrag lief bis 30. Juni 2018. Sein Debüt in der 3. Liga absolvierte er am 30. Juli 2016, dem 1. Spieltag. Beim 2:2 im Spiel gegen den FSV Zwickau spielte er 90 Minuten.
Nach dem Abstieg der Mainzer schloss er sich im Juli 2017 für ein Jahr den Sportfreunden Lotte an, bevor er anschließend für zwei Jahre zu Heracles Almelo in der niederländischen Eredivisie wechselte.
Zur Saison 2020/21 kehrte Rossmann zurück in die 3. Liga und lief bis Ende Juni 2022 insgesamt 47 mal für den FC Viktoria Köln auf. Nach kurzer Vereinslosigkeit, schloss Rossmann sich am 5. September 2022 den Kickers Offenbach in der Regionalliga Südwest an.

## Erfolge
- Deutscher A-Junioren-Meister: 2013
- Mittelrheinpokal-Sieger: 2021 & 2022